# Conde de Olivença
Conde de Olivença de juro e herdade é um título nobiliárquico português criado pelo Rei D. Afonso V por Decreto de 21 de Julho de 1424 em favor de D. Rodrigo Afonso de Melo.
O Conde de Olivença casou com D. Isabel de Meneses. A sua filha herdeira, D. Filipa de Melo, casou com D. Álvaro de Bragança, 4.º filho varão de D. Fernando I, 2.º Duque de Bragança. Deste casamento descendem os Marqueses de Ferreira e os Duques de Cadaval.
O título de Conde de Olivença extinguiu-se com a morte sem descendência varonil do 1.º Conde, em 25 de novembro de 1487.

## Conde de Olivença (1424)
Título criado de juro e herdade pelo Rei D. Afonso V por Decreto de 21 de Julho de 1424 em favor de D. Rodrigo Afonso de Melo.

### Titular
1. D. Rodrigo Afonso de Melo (1430–1487), 1.º Conde de Olivença

### Armas
Armas de Melo (plenas): escudo de vermelho, com uma dobre-cruz de ouro acompanhada de seis besantes de prata; bordadura de ouro.